# Walter Wagner (Historiker)
Walter Wagner (* 13. Jänner 1923 in Wien; † 11. Juni 1989 ebenda) war ein österreichischer Historiker mit Schwerpunkt Marinegeschichte. Er war Direktor des Kriegsarchivs in Wien.

## Leben
Wagner wurde als Sohn eines Bahnbeamten geboren. Er besuchte das Schottengymnasium im 1. Wiener Gemeindebezirk (Innere Stadt) und nach dessen Auflösung das Gymnasium Wien IX (Alsergrund). Nach der Matura mit Auszeichnung 1941 wurde er zum Kriegsdienst in der Wehrmacht herangezogen, geriet im April 1945 in Italien in US-amerikanische Kriegsgefangenschaft (bis Dezember 1946).
Ab 1947 studierte er Geschichte, Philosophie und Anglistik an der Universität Wien, 1951 wurde er über „Kaiser Franz Joseph und das Deutsche Reich von 1871 bis 1914“ zum Dr. phil. promoviert; die Rigorosen legte er bei Hugo Hantsch, Leo Santifaller und Josef Keil ab. Von 1951 bis 1953 absolvierte er den 46. Ausbildungskurs am Institut für Österreichische Geschichtsforschung in Wien (Staatsprüfung). Von 1953 bis 1955 war er Stipendiat des Österreichischen Kulturinstituts in Rom.
1956 wurde er Archivar in der Abteilung Kriegsarchiv des Österreichischen Staatsarchivs, wo er ab 1957 die Bestände zur Marine betreute. 1962 wurde er mit den Akten der Zentralbehörden betraut. 1966 wurde er provisorischer, 1967 definitiver stellvertretender Direktor (unter Otto Friedrich Winter) und 1983 Direktor. 1988 trat der Hofrat in den Ruhestand. 
Ab 1960 war er auch Lehrbeauftragter für das Archiv der Akademie der bildenden Künste in Wien. Er war ferner Mitglied der Internationalen Kommission für Militärgeschichte und Obmann der Arbeitsgemeinschaft für österreichische Marinegeschichte (ab 1975). Seine Artikel erschienen u. a. in der Neuen Deutschen Biographie.
Wagner, römisch-katholisch, war mit der Kunsthistorikerin Renate Wagner-Rieger verheiratet und Vater von drei Kindern. Er wurde am Wiener Zentralfriedhof bestattet.

## Schriften (Auswahl)
- Die obersten Behörden der k. u. k. Kriegsmarine 1856–1918 (= Mitteilungen des Österreichischen Staatsarchivs. Ergänzungsband 6). Berger, Wien u. a. 1961.
- Geschichte des k.k. Kriegsministeriums. 2 Bände, Böhlau, Wien u. a. 1966/71.

- Band 1: 1848–1866 (= Studien zur Geschichte der österreichisch-ungarischen Monarchie. Bd. 5). 1966.
- Band 2: 1866–1888 (= Studien zur Geschichte der österreichisch-ungarischen Monarchie. Bd. 10). 1971.

- Die Geschichte der Akademie der Bildenden Künste in Wien. Hrsg. von der Akademie der Bildenden Künste in Wien, Rosenbaum, Wien 1967.
- Von Austerlitz bis Königgrätz. Österreichische Kampftaktik im Spiegel des Reglements 1805–1864 (= Studien zur Militärgeschichte, Militärwissenschaft und Konfliktsforschung. Bd. 17). Biblio-Verlag, Osnabrück 1978, ISBN 3-7648-1114-5.
- (postum mit Bruno Dobrić): Mornarička knjižnica: knjižnica austrougarske Mornarice = K.u.k. Marine-bibliothek. Sveučilišna knjižnica, Pula 1997. [Texte in deutscher und kroatischer Sprache]